# Giovanni Bracesco

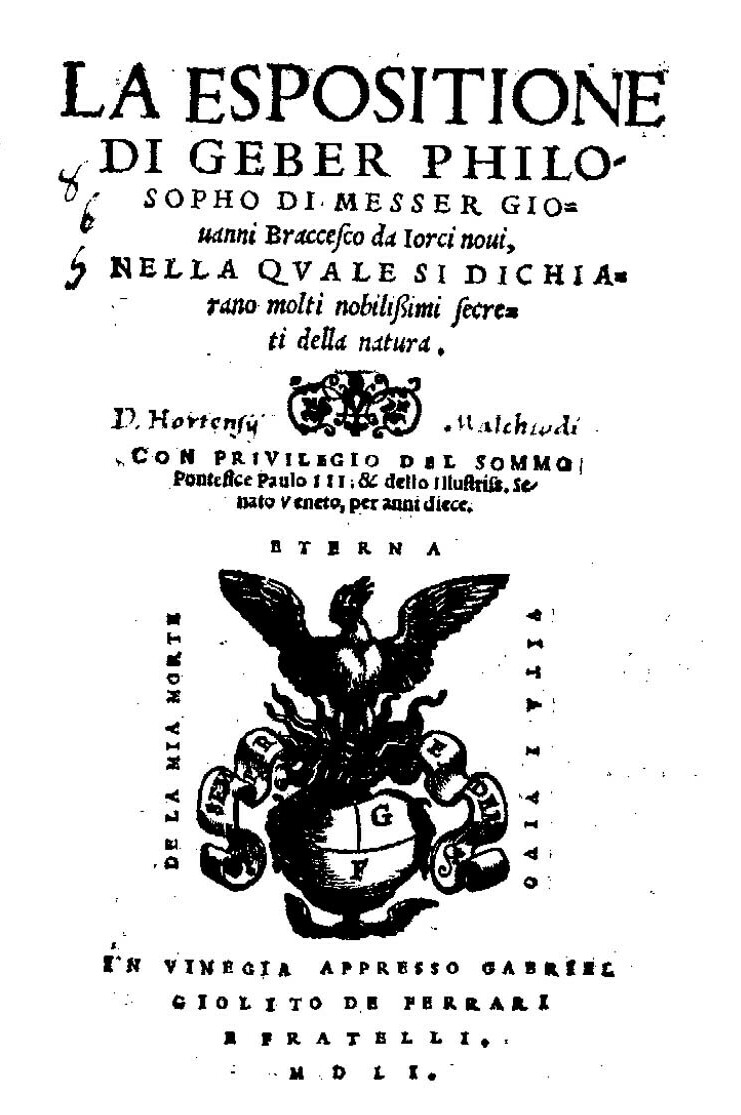
Esposizione di Geber filosofo, 1551

Giovanni Bracesco (* um 1481; † um 1555) war ein italienischer Arzt und Alchemist aus der Gegend von Brescia.
Er schrieb im Stil der Zeit alchemistische Interpretationen antiker Mythologie. In seiner Esposizione di Geber filosopho von 1546 diskutiert ein gewisser Démogorgon (eine mythische Figur, aus dem Werk von Giovanni Boccaccio entlehnt) mit den Alchemisten Geber und Lull. Sie erschien auch lateinisch als De Alchemia Dialogi Duo 1548, wobei der zweite Dialog ebenfalls schon separat erschienen war und von einem Elixir zur Verlängerung des Lebens handelt (Il Legno della Vita, Rom 1542). Die Schrift fand weite Verbreitung, wurde mehrfach nachgedruckt und wurde von Guglielmo Gratorolo (Verae Alchemiae, Basel 1561) und in der Bibliotheca Chemica Curiosa nachgedruckt.
Bracesco verfasste auch einen Traktat Vom Holz des Lebens (in der Übersetzung von Heinrich Wolff).